# 埃米尔·贝里曼
埃米尔·贝里曼（瑞典語：Emil Bergman，1908年7月28日—1975年4月13日），瑞典男子冰球运动员，1926年开始职业生涯。他曾代表瑞典参加1928年冬季奥林匹克运动会冰球比赛，获得一枚银牌。